# برق‌کار
بَرق‌کار یا اِلِکتریسیَن (به انگلیسی: electrician) یک پیشه‌ور متخصص در امر سیم‌کشی الکتریکی ساختمان‌ها، ماشین‌های ایستگاهی و تجهیزات مرتبط به آن‌ها است. برق‌کارها را می‌توان برای نصب لوازم الکتریکی نو یا تعمیر و نگهداری زیرساخت‌های الکتریکی کنونی استخدام کرد. همچنین برق‌کارها ممکن است در سیم‌کشی کشتی‌ها، هواپیماها و دیگر تجهیزات سیار تخصص داشته باشند. به فردی که در صنعت سینما امور مربوط به برق را در حین فیلم‌برداری انجام می‌دهد نیز در فارسی برق‌کار گفته می‌شود که مسئول نورپردازی و تجهیزات برقی است و زیر نظر مدیر فیلم‌برداری کار می‌کند.

## ایمنی
افزودن بر خطرهای رایج در محل کار که عموم کارگران صنعتی با آن روبه‌رو  هستند، برق‌کارها در معرض خطرات ناشی از برق نیز قرار دارند. یک برق‌کار ممکن است بر اثر تماس مستقیم با مدار الکتریکی یا ولتاژهای سرگردان ناشی از خرابی خطاهای سیستم، دچار شوک الکتریکی شود. قوس الکتریکی می‌توان پوست و چشم‌ها را در معرض مقادیر خطرناکی از حرارت و نور قرار دهد. ابزارهای کلیدزنی دچار عیب می‌توانند، موجب ایجاد جرقه شوند که موجب انفجار می‌شود. برق‌کارها باید آموزش‌های لازم برای انجام کار به صورت ایمن و رعایت نکات لازم برای کاهش خطر آسیب‌دیدگی دیده باشند. برای اطمینان از تخلیهٔ انرژی قسمت برق‌دار پیش از کار با آن باید عملیات ویژه‌ای (فرایندهای lockout و tagout) انجام شود. محدودیت‌هایی از نظر حداقل فاصلهٔ لازم از تجهیزات برق‌دار برای پیشگیری از ایجاد جرقهٔ الکتریکی وجود دارد؛ لباس‌های ویژه‌ای نیز برای ایمنی بیشتر در برابر جرقه‌ها طراحی شده‌اند؛ زنجیرها و کلمپ‌های زمین برای زمین‌کردن هادی‌های خط به کار می‌روند تا اطمینان بصری حاصل شود که خطوط بی‌برق هستند. تجهیزات ایمنی شخصی نیز در فراهم‌آوردن عایق الکتریکی حفاظت در برابر ضربه‌های مکانیکی موثرند؛ استفاده از دستکش‌های دارای عایق لاستیکی، کفش‌های کار، کلاه‌های ایمنی، در ایجاد ایمنی در برابر شوک نقش بسزایی دارند. اگر نمی‌توان سامانه‌ای را از انرژی تخلیه کرد، ابزارهای عایق و آموزش‌های ویژهٔ خط گرم به کار گرفته می‌شود؛ اگر لازم باشد حتی خطوط ولتاژبالای انتقال انرژی را نیز می‌توان در حالت برق‌دار تعمیر کرد.
برق‌کارها بیشترین میزان مرگ و میر را بر اثر برق‌گرفتگی داشته‌اند، ۳۴٪ برق‌گرفتگی‌های منجر به مرگ کارگران صنعت ساختمان بین سال‌های ۱۹۹۲–۲۰۰۳ میلادی در آمریکا برق‌کار بوده‌اند.

## شرایط کاری
شرایط کاری یک برق‌کار با توجه به تخصصش ممکن است متفاوت باشد. معمولاً یک برق‌کار کار فیزیکی زیادی دارد، کارهایی مانند بالا رفتن از نردبان و بلندکردن ابزارها و تدارکات. گاهی پیش می‌آید که برق‌کار مجبور باشد در فضای تنگ یا روی داربست کار کند و دائماً در حالت خم‌شدن، چمباتمه یا زانوزدن باشد تا بتواند اتصالات را در مکان‌های ناهنجار برقرار کند. برق‌کارهایی که در ساخت‌وسازها فعالیت می‌کنند ممکن است بیشتر روزشان را در محیط کاری‌ای با فضای ناسرپوشیده یا نیمه‌سرپوشیده، پر سر و صدا و کثیف به سر ببرند. برق‌کارهای صنعتی ممکن است در معرض حرارت، گرد و خاک، و سر و صدای ماشین‌آلات صنعتی باشند. برق‌کارهای سیستم قدرت ممکن است در شرایط بد جوی مجبور به کار باشند تا بتوانند تعمیرات اضطراری را انجام دهند. از آنجایی که برق‌کارها باید آموزش و مهارت لازم را دیده باشند، دستمزد یک برق‌کار از مشاغل عمومی دیگر بهتر است؛ برای نمونه در سال ۲۰۰۵ در یکی از ایالت‌های کانادا، برق‌کارها یکی از پردرآمدترین پیشه‌وران بودند. برخی از برق‌کارها تحت موافقت‌نامه‌های اتحادیه‌های صنفی کار می‌کنند که شرایط استخدامشان در آن با دقت خوبی تعریف شده‌است، برخی دیگر پیمانکاران مستقلی هستند که باید مطابق شرایط کنونی بازار محلی هزینه را تعیین کنند.